# Horanie (rejon miorski)
Horanie (biał. Гарані; ros. Горани) – wieś na Białorusi, w obwodzie witebskim, w rejonie miorskim, w sielsowiecie Miory.

## Historia
W czasach zaborów dobra i wieś w powiecie dzisieńskim, w guberni wileńskiej Imperium Rosyjskiego. Dobra należały do Mirskich.
W latach 1921–1945 wieś i majątek leżały w Polsce, w województwie wileńskim, w powiecie dziśnieńskim (od 1926 w powiecie brasławskim) w gminie Miory.
Według Powszechnego Spisu Ludności z 1921 roku zamieszkiwały:
- majątek  –25 osób, 18 było wyznania rzymskokatolickiego a 8 prawosławnego. Jednocześnie wszyscy mieszkańcy zadeklarowali polską przynależność narodową. Było tu 5 budynków mieszkalnych[3]. W 1931 w 4 domach zamieszkiwały 34 osoby[4].
- wieś  –46 osób, 34 było wyznania rzymskokatolickiego a 12 prawosławnego. Jednocześnie wszyscy mieszkańcy zadeklarowali polską przynależność narodową. Było tu 10 budynków mieszkalnych[3]. W 1931 w 9 domach zamieszkiwały 52 osoby[4].

Wierni należeli do parafii rzymskokatolickiej w Miorach i prawosławnej w Czeressie. Miejscowość podlegała pod Sąd Grodzki w Drui i Okręgowy w Wilnie; właściwy urząd pocztowy mieścił się w Miorach.
W wyniku napaści ZSRR na Polskę we wrześniu 1939 miejscowość znalazła się pod okupacją sowiecką. 2 listopada została włączona do Białoruskiej SRR. Od czerwca 1941 roku pod okupacją niemiecką. W 1944 miejscowość została ponownie zajęta przez wojska sowieckie i włączona do Białoruskiej SRR.
Od 1991 w składzie niepodległej Białorusi.